# Ciemniewo (Maków)
Pour les articles homonymes, voir Ciemniewo.
Ciemniewo (prononciation : [t͡ɕemˈɲevɔ]) est un village polonais de la gmina de Czerwonka dans le powiat de Maków de la voïvodie de Mazovie dans le centre-est de la Pologne.
Il se situe à environ 5 kilomètres au sud-ouest de Czerwonka (siège de la gmina), 5 kilomètres à l'est de Maków Mazowiecki (siège du powiat) et à 73 kilomètres au nord de Varsovie (capitale de la Pologne).

## Histoire
De 1975 à 1998, le village appartenait administrativement à la voïvodie d'Ostrołęka.